# معصومه آباد
معصومه آباد(زاده ۱۳۴۱ آبادان) سیاستمدار، نویسنده و از اسیران جنگ ایران و عراق است، که از سال ۱۴۰۲ تا ۱۴۰۳ به‌عنوان سفیر جمهوری اسلامی ایران در فنلاند فعالیت می‌کرد. وی پیش‌تر نماینده دوره‌های سوم و چهارم شورای شهر تهران بوده است. نام او در فهرست اشخاصی است که از شهرداری تهران در دوران مسئولیت محمدباقر قالیباف، املاک نجومی دریافت کرده‌اند. آباد نویسنده کتاب «من زنده‌ام» می‌باشد.

## سوابق اجرایی
از سوابق اجرایی معصومه آباد می‌توان به عضویت در سومین دوره شورای شهر تهران، مسئول درمانگاه محرومین درون‌مرزی ۱۳۶۷–۱۳۶۶، رئیس بخش زنان و زایمان بیمارستان نجمیه ۱۳۷۷–۱۳۷۵، مسؤول مؤسسه فرهنگی بروج، و مشاور مدیرکل شهرداری تهران اشاره کرد.
او از زنان جانباز ایران به‌شمار می‌آید. آباد در انتخابات چهارمین دوره شورای شهر تهران در لیست آبادگران ایران اسلامی قرار داشته و توانست به شورای چهارم نیز راه پیدا کند.
وی در تیر سال ۱۴۰۲ با پیشنهاد وزیر امور خارجه ایران و انتصاب سید ابراهیم رئیسی، بدون حتی ۱ روز فعالیت دیپلماتیک در وزارت امور خارجه، سفیر جدید ایران در فنلاند شد.

## اسارت
وی ۳۳ روز پس از آغاز جنگ عراق علیه ایران در تاریخ ۲۳ مهرماه ۱۳۵۹ به همراه ۳ زن دیگر به نام‌های؛ فاطمه ناهیدی، شمسی (مریم) بهرامی و حلیمه آزموده، در حال مأموریت هلال احمر، در جادهٔ ماهشهر به آبادان به اسارت نیروهای عراقی درآمد. آنها ابتدا به اردوگاه مرزی تنومه، سپس به زندان‌های استخبارات و الرشید و چندی بعد به اردوگاه موصل و الانبار برده شدند. وی در نهایت ۴۰ ماه بعد در تاریخ ۱۲ بهمن ۱۳۶۲ آزاد شد. او در زمان اسارت ۱۷ سال سن داشت. کتاب من زنده‌ام خاطرات وی از دوران اسارت است.

## املاک نجومی
سال ۱۳۹۵، نام او در فهرست اشخاصی آمد که از شهرداری تهران در دوران مسئولیت محمدباقر قالیباف، املاک نجومی با بیشترین تخفیف را دریافت کرده‌اند. براساس اسناد منتشره شهرداری تهران، در سال ۱۳۹۴ یک ملک ۲۸۰ مترمربعی در خیابان مقدس اردبیلی تهران را با قیمت ۶ میلیارد و ۲۰ میلیون تومان و با تخفیفی ۴۰ درصدی به معصومه آباد واگذار کرده است. در پی انتشار این اسناد معصومه آباد نامه‌ای را تهیه و به امضای سایر اعضای شورا رسانید که به موجب آن سایت معماری نیوز به مدیرمسئولی یاشار سلطانی تعطیل شد.

## شورای شهر تهران
معصومه آباد عضو سومین (۱۳۹۲–۱۳۸۶) و چهارمین دوره شورای شهر تهران (۱۳۹۲ تا ۱۳۹۶) بود. او در انتخابات در فهرست ائتلاف آبادگران ایران اسلامی قرار داشت.

## تحصیلات
آباد مدتی در دانشگاه لندن در رشتهٔ «جنین‌شناسی» تحصیل کرد، اما پس از مدتی این رشته را رها کرد و به ایران برگشت و در دانشگاه شهید بهشتی در رشتهٔ بهداشت باروری دکتری گرفت.